# هانا تاکاهاشی
هانا تاکاهاشی (انگلیسی: Hana Takahashi؛ زادهٔ ۱۹ فوریهٔ ۲۰۰۰) بازیکن فوتبال است که در تیم ملی فوتبال زنان ژاپن بازی کرده‌است.